# 金三角经济特区
金三角经济特区（老挝语：ເຂດເສດຖະກິດພິເສດສາມຫຼ່ຽມຄຳ）是老挝2007年設立的經濟特區，位於博胶省敦彭县湄公河沿岸，由老挝政府与在香港注册的金木棉集团合資。

## 概况
2007年，老挝政府与在香港注册的金木棉集团（Kings Roman Group，简称KRG）签署了租用敦彭县占地1万公顷的特许经营土地99年的协议，其中的3000公顷被指定为免税区，2010年2月，老挝政府将这一地区升级为“金三角国家级经济特区”，老挝政府持20%的股份，金木棉集团持有80%的股份，該集团董事长赵伟出任特区主席。根据2025年7月博胶省计划与投资厅的人口统计数据，金三角经济特区截至2025年3月1日人口达65348人，约占全省总人口的23%。

## 经济

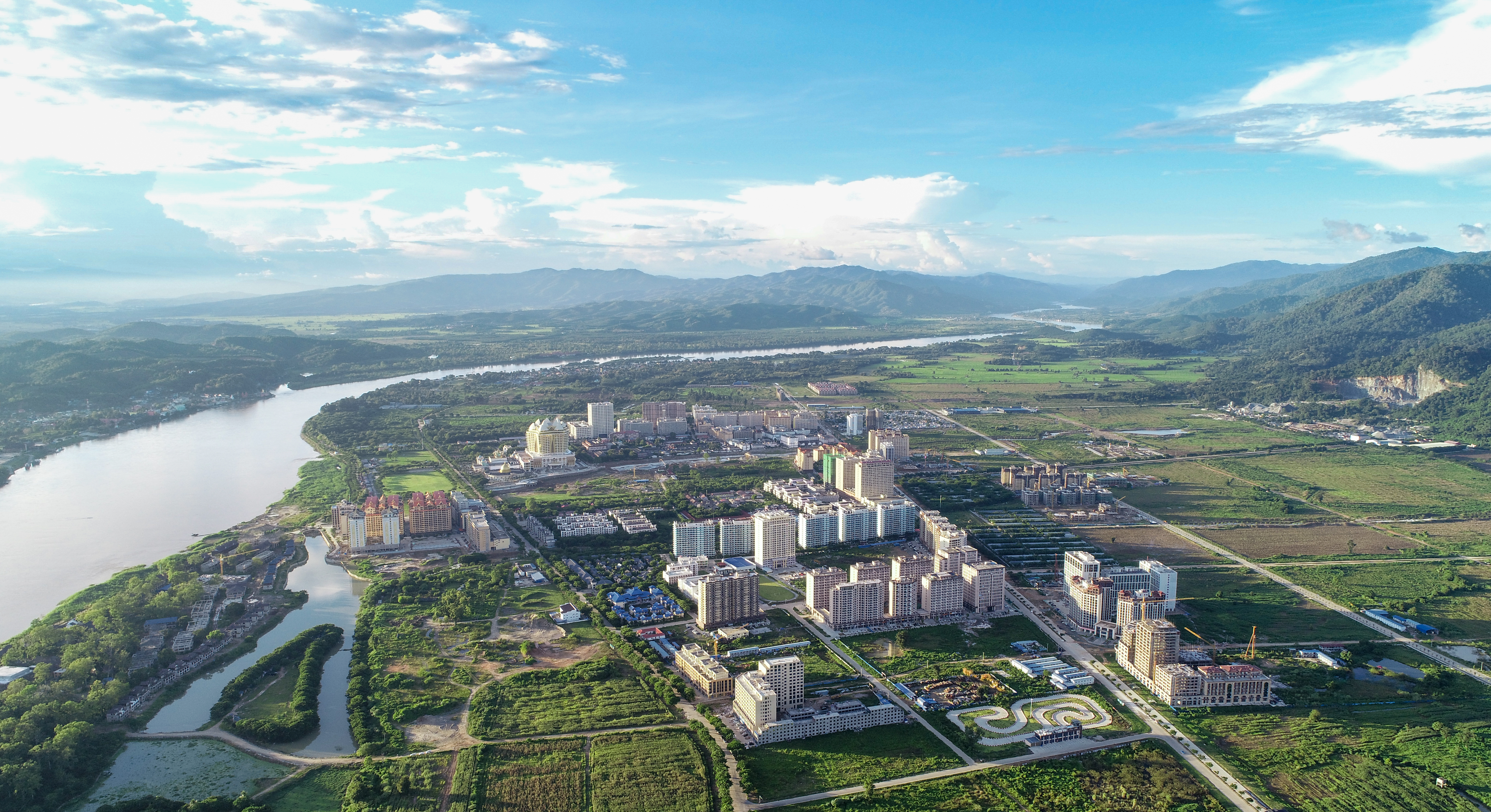
2021年金三角经济特区新城

金三角經濟特區是寮國政府支持的14個經濟特區之一，位於湄公河邊，鄰近泰國和緬甸，金木棉集团在該地投資了數億美元，建設酒店、商店、按摩院和宴會廳等房地產項目，金木棉集團旗下的酒店和賭場是金三角經濟特區的中心，到訪該地的賭客來自寮國、俄羅斯、泰國和緬甸，但「最多的是中國」，大多數中國大陸賭客從雲南經陸路前來，或乘飛機前往泰國北部後乘坐快艇穿越湄公河。
老挝计划投资部投资促进司网站显示，该区的投资项目包括经济基础设施建设；农业、畜牧业、制造业；酒店和住宅区开发；高尔夫球场；教育机构和医疗中心；商业和国际贸易；房地产；银行、保险和金融机构；邮政、电信、互联网、广告和印刷；货物和旅客运输；旅游和娱乐区开发；餐厅、酒吧和仓库、免税店和免税区。该网站称，该区总投资额估计为8660万美元。
经公路或航空从中国到达该经济区只需几个小时的车程，其中包括蓝盾赌场（经济区内最早的建筑之一）在内的赌场以及专为中国顾客而建的酒店。为了满足该地区大量游客和居民的涌入，这里修建了公寓楼、房屋以及道路、码头等基础设施。

## 交通
2024年，通彭县的博胶国际机场（机场代码BOR）开通，将为前往该区的游客提供服务。 该机场可供A320和波音737飞机降落，目前已开通万象以及琅勃拉邦的国内航班。最近的国际机场是清莱的清莱国际机场，距离泰国边境的索鲁60公里。该机场与中国城市有直飞航班，因此游客（其中大部分是中国公民）可以更直接地到达该区。
2024年新的老挝金三角国际口岸投入使用，外国人可持护照往返河对岸的泰国清盛口岸。2020年10月初，赵伟及其组织的合伙人奥西亚诺贸易独资公司投资5000万美元，在老挝金三角经济特区正北方的班蒙镇（B.Mom）建设港口。

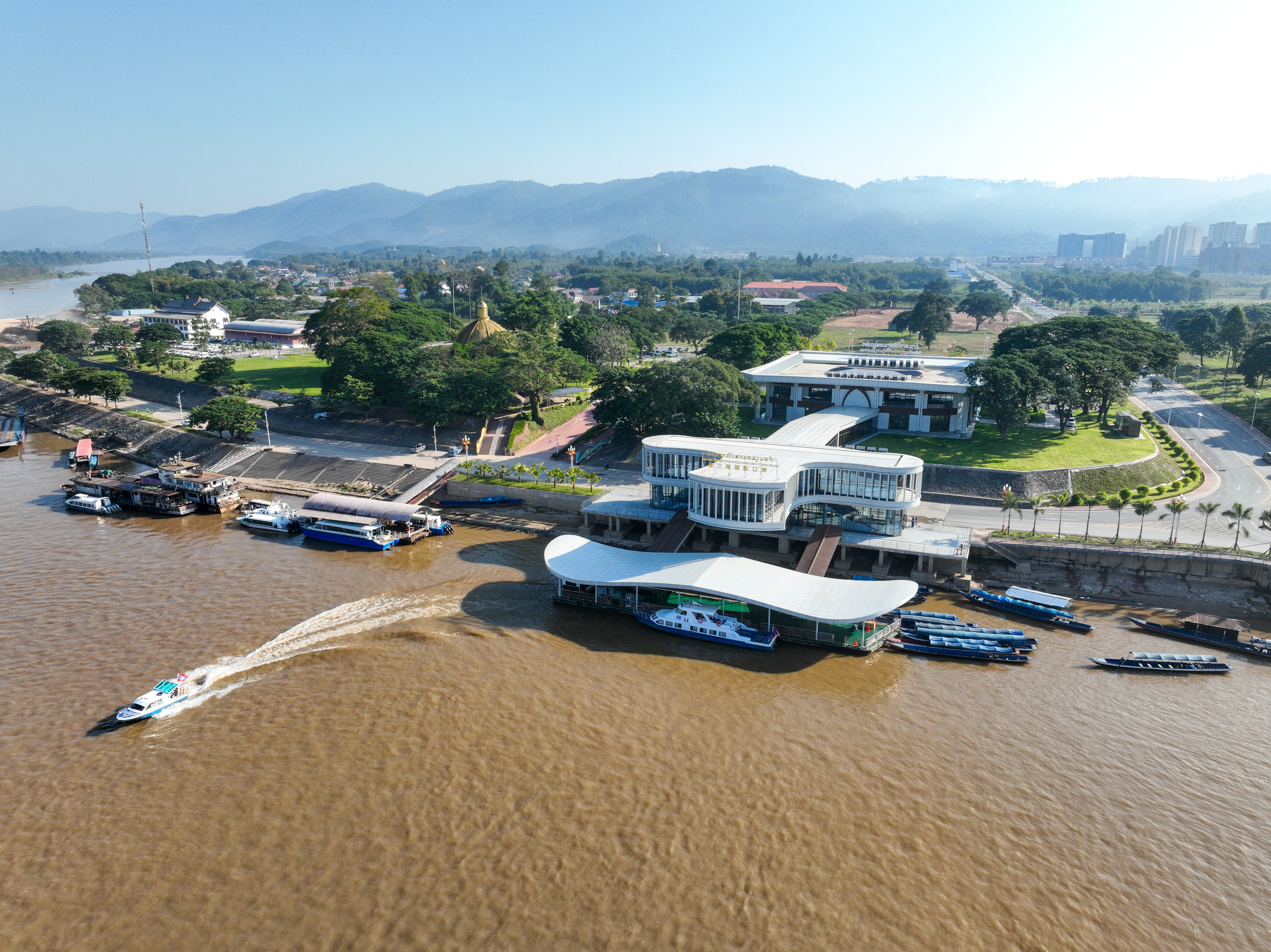
老挝金三角国际口岸

## 爭議
金三角经济特区存在大量非法野生動物交易，象牙製品和虎製品交易非常流行，許多野生動物製品從緬甸勐拉進口，2015年3月，寮國政府對經濟特區內四家銷售非法野生動物製品的商家進行了突擊檢查，並繳獲了價值超過1.2萬美元的象牙和虎皮，隨後非法野生動物貿易的勢頭得到了遏制，但仍在暗中進行。2018年7月27日金三角經濟特區內的四家商店因被發現銷售非法野生動物製品而被關閉，執法人員沒收了包括手鐲、項鍊、角、牙齒、吊墜和手鐲等近400件物品，其中許多來自瀕危物種。
金三角經濟特區和金木棉集團均由來自中華人民共和國黑龍江省的商人趙偉擔任領導，在從事木材生意多年後，趙開始在澳門經營賭場，他擁有澳門的永久居留權，並曾在勐拉經營賭場，與寮國政府有著緊密關係。2018年1月，美国财政部对“赵伟跨国犯罪组织”实施制裁，指控赵旗下的赌场被用来掩蓋洗钱和贩毒，趙則否认了这些指控。該地也被指存在扣押數千人的詐騙園區，2021年8月12日，老挝聯合中華人民共和國出動205名警力在金三角经济特区捣毁一网络诈骗组织，逮捕了來自15個國家的771名嫌犯，其中老挝籍275人、缅甸籍231人、中華人民共和国籍106人。